# Parti de la démocratie et de l'unité
Le Parti de la démocratie et de l'unité (PDU) est un parti politique guinéen.
C'est l'un des 24 partis ayant participé à l'élection présidentielle de 2010. A sa tête  M'Bemba Traoré, il a été éliminé au 1er tour, avec 0,24 % des suffrages
En 2012, c'est l'un des 44 partis qui rejoignent la coalition RPG-Arc-en-Ciel d'Alpha Condé,,,.